# Haspres Coppice Cemetery
Le cimetière « Haspres Coppice Cemetery » (« cimetière des taillis » en anglais) est un des deux cimetières militaires de la Première Guerre mondiale situés sur le territoire de la commune d'Haspres, Nord. Le second est le cimetière York Cemetery, Haspres.

## Localisation
Ce cimetière est implanté à la sortie sud du village, à 300 m de la dernière habitation, rue de Villers-en-Cauchies. A 1 km à l'ouest, on aperçoit l'autre cimetière militaire d'Haspres.

## Historique
Occupé dès la fin août 1914 par les troupes allemandes, le village d'Haspres est resté loin des combats jusqu'au 20 octobre 1918, date à laquelle il a été repris après de violents combats à l'aide de chars. Ce cimetière a été créé à cette date. Toutes les sépultures datent du 13 au 26 octobre 1918 et 50 d'entre elles sont des hommes des 19e fusiliers du Lancashire, tombés le 13 octobre.

## Caractéristique
Ce cimetière tout en longueur (11 m de large sur 85 m de long) comprend maintenant 64 sépultures de la Première Guerre mondiale disposées sur une seule rangée.

## Galerie

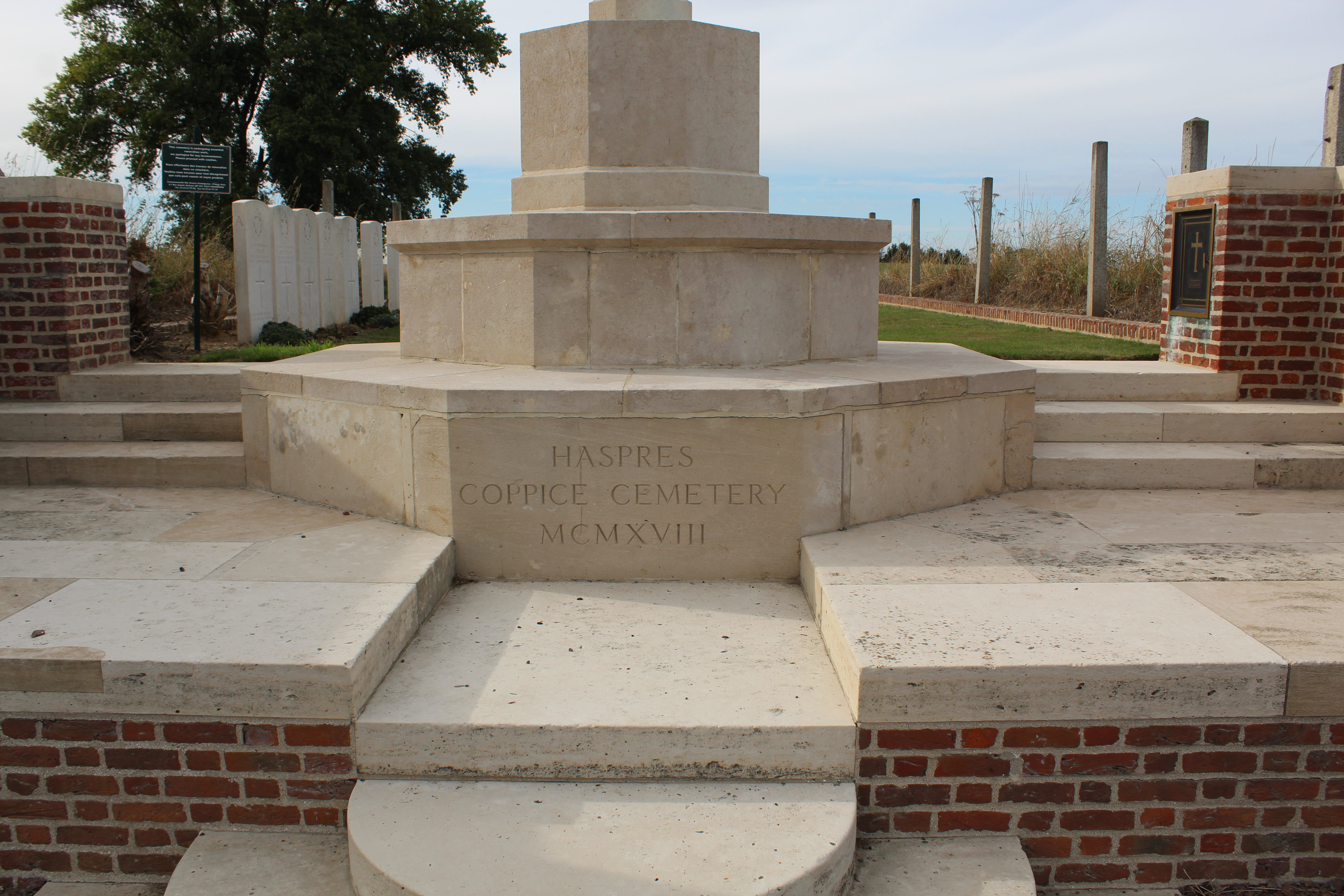
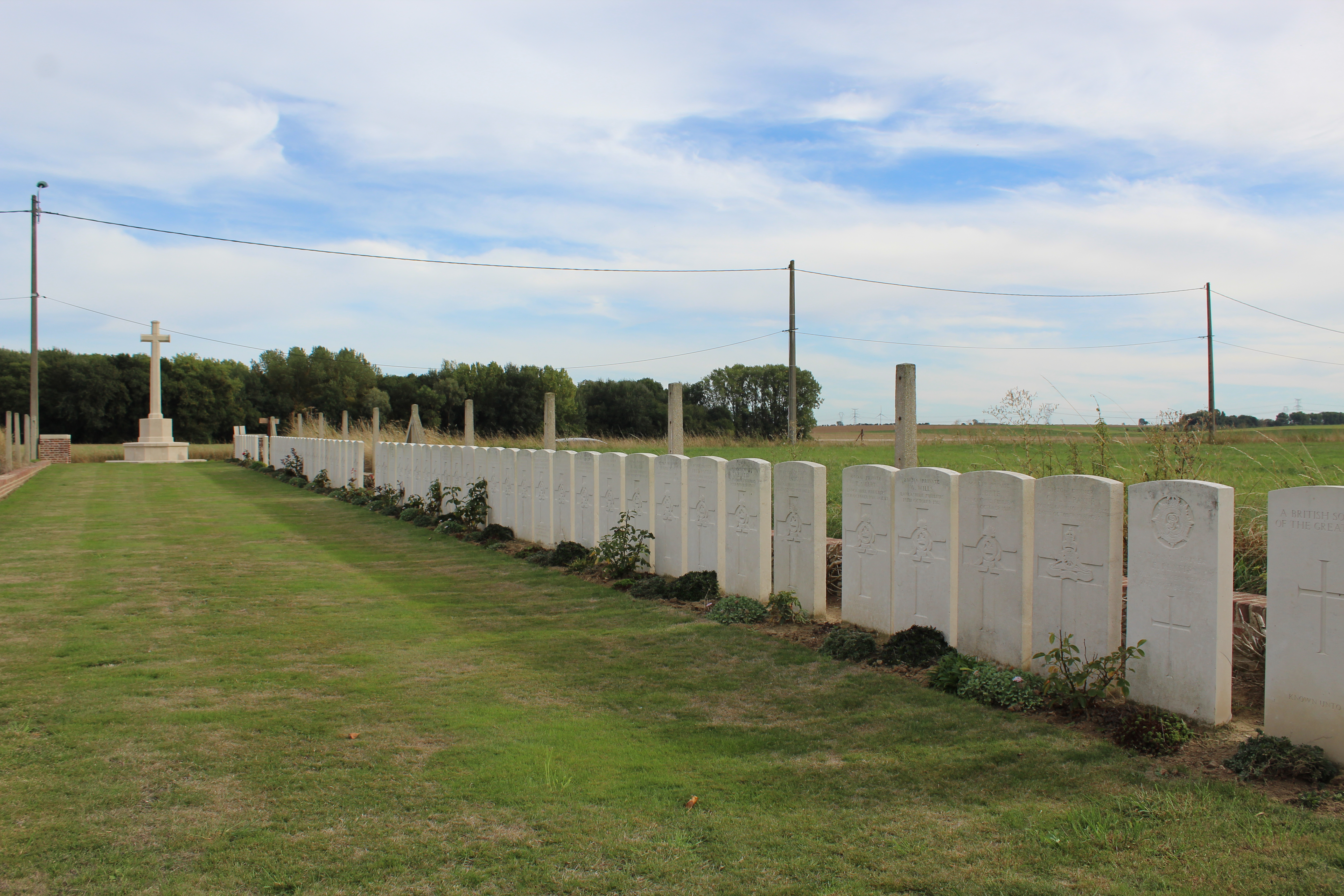
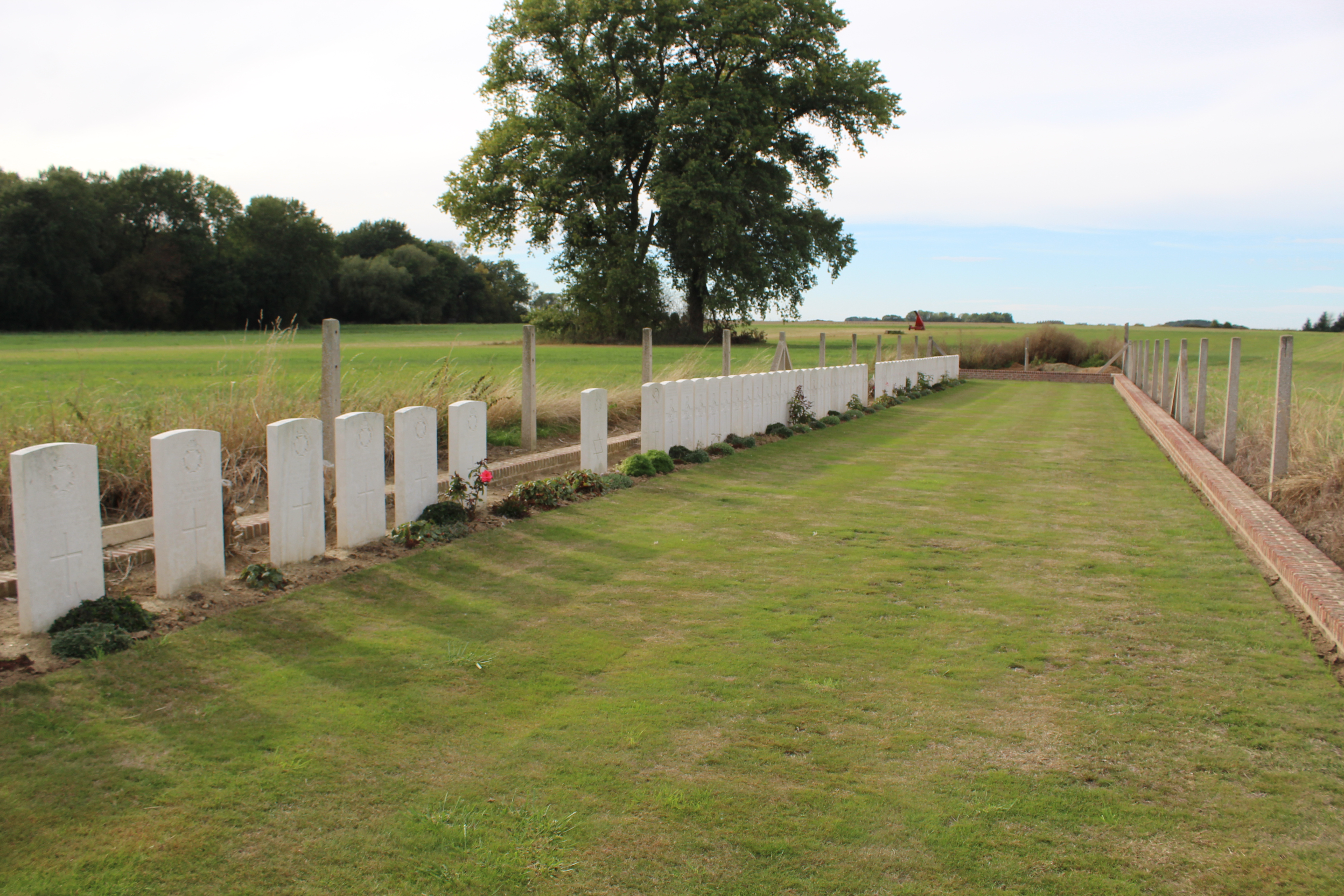
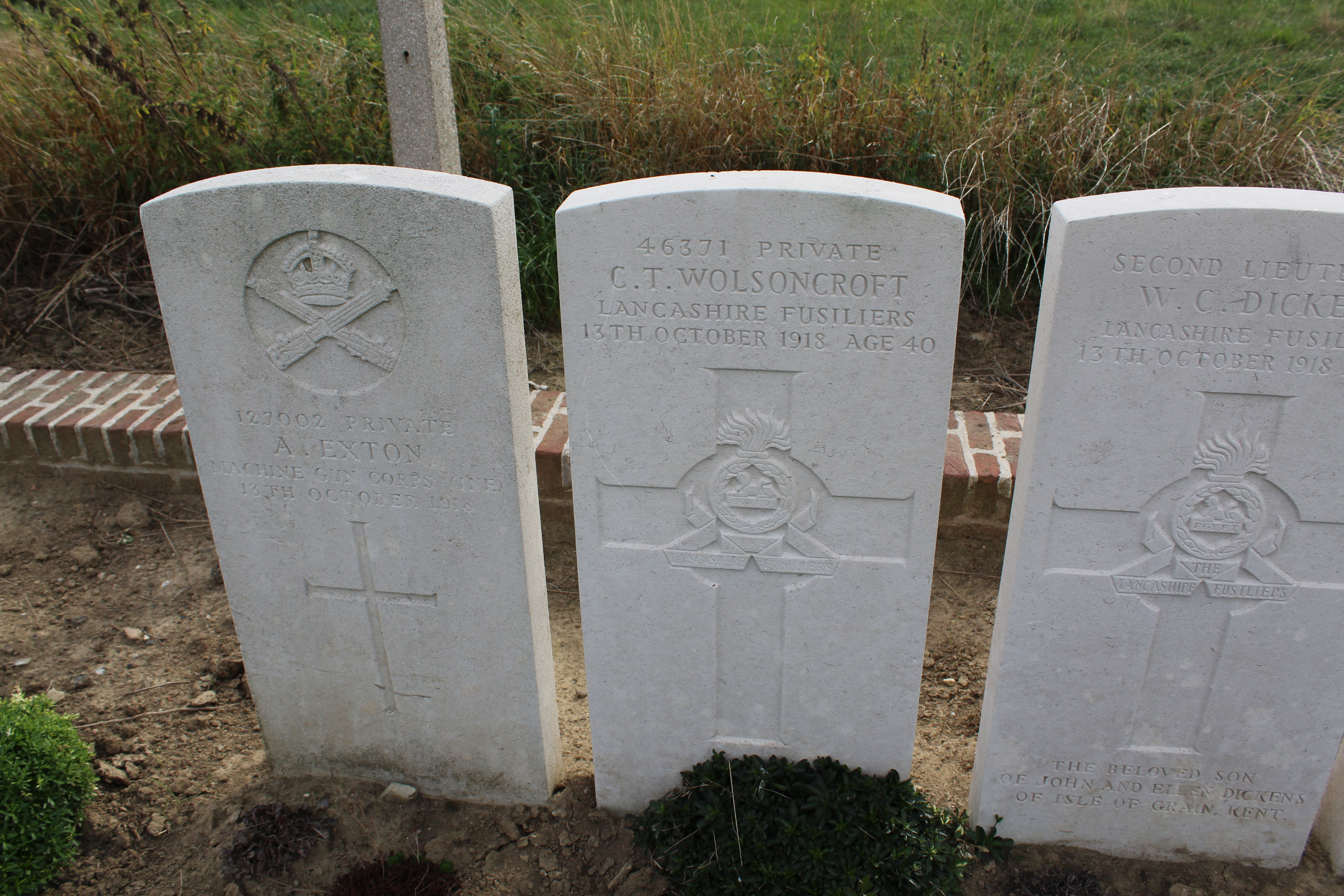
Tombes d'un conducteur de char et de 2 soldats du Lancashire Fusiliers tombés le 13 octobre 1918.

## Sépultures
| Pays        | Sépultures |
| ----------- | ---------- |
| Royaume-Uni | 64         |